# Diadeemdrager

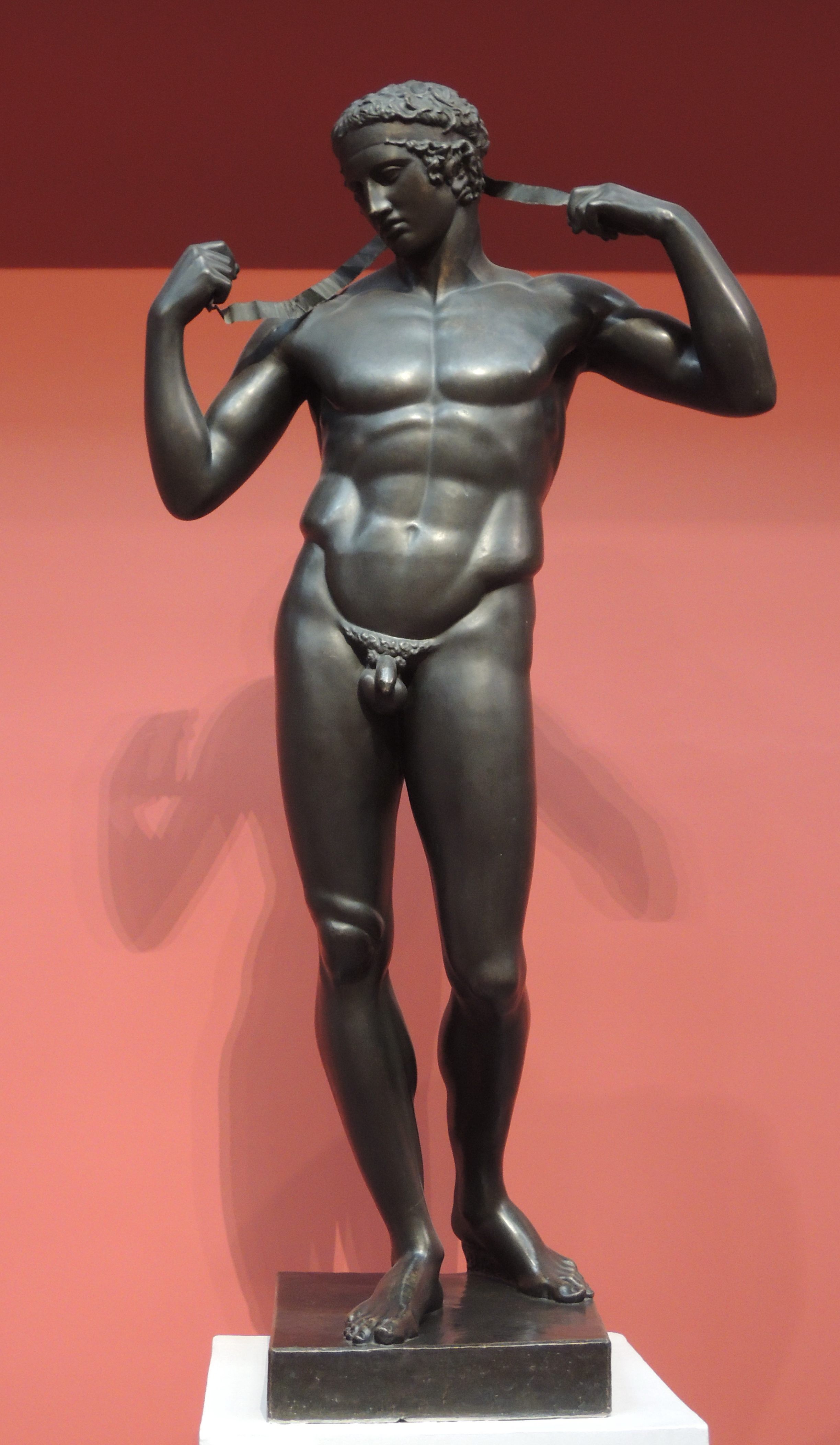
Reconstructie van het originele bronzen beeld

De diadeemdrager of diadoumenos (Oudgrieks: διαδούμενος diadoúmenos; Latijn: diadumenus) was een bronzen standbeeld vervaardigd rond 420 v.Chr. door de Griekse beeldhouwer Polykleitos. Andere bronnen zeggen dat het beeld ca. 430 v.Chr. werd gemaakt. Het bronzen beeld was ongeveer 1,9 m hoog en zou waarschijnlijk in een heiligdom gestaan hebben in Delphi, Olympia of een andere stad waar geregeld spelen werden georganiseerd. Polykleitos is ook bekend vanwege zijn andere meesterwerken de speerdrager (doruphoros) en de discusdrager (diskophoros).
Van de diadeemdrager zijn er enkel een veertigtal Romeinse marmeren reproducties overgeleverd. 
De opvolgers van Polykleitos, Lysippos en Scopas, vervaardigden gelijkaardige beelden.

## Beeldhouwstijl

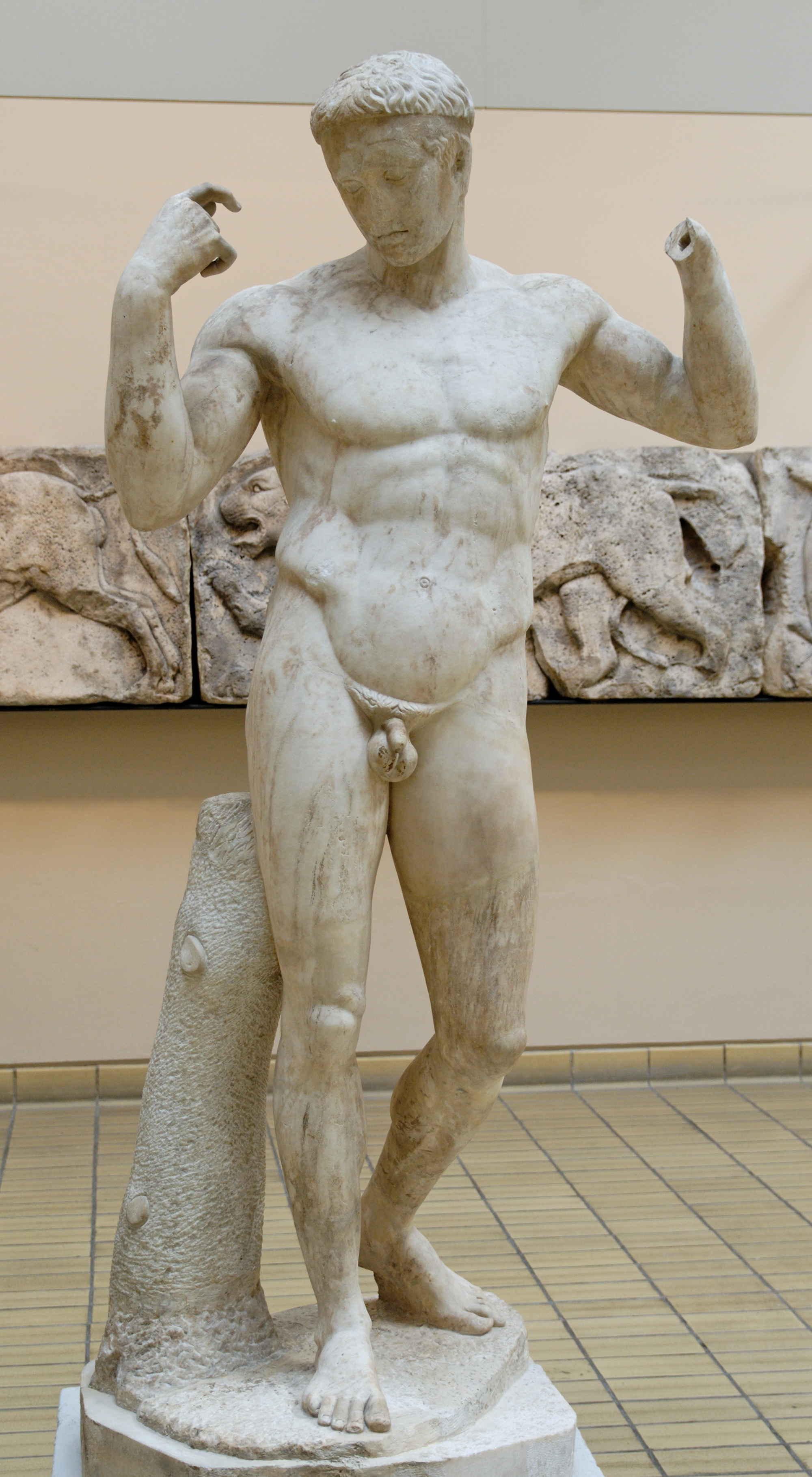
Romeinse kopie in het British Museum

Het originele beeld werd gemaakt tijdens de klassieke periode (500 v.Chr. - 300 v.Chr.) en behoort tot de 'rijpe stijl' (450 v. Chr - 380 v.Chr.). Door toedoen van Polykleitos werd het contrapost tijdens deze stijl volledig ontwikkeld. Naast het contrapost ontwikkelde hij ook de eerste canon: een verzameling van schoonheidsregels gebaseerd op een wiskundige theorie waardoor de afmetingen van de delen van het lichaam een vaste verhouding hebben. Het hoofd is daarmee 1/7 van het lichaam.
De beelden vertonen een grote beweging, een betere detaillering en een harmonisch evenwicht in de lichaamsbeweging waardoor ze een natuurlijke en dynamische uitstraling krijgen. Deze beweging merken wij in de vrijere stand van de benen, het verdwijnen van de symmetrie in de schouders, de flanken en de scheve heupstand. De frontale beelden verdwijnen en de anatomie is uitgewerkt. In deze periode waren vooral atleten, helden of goden het onderwerp. De mens werd in de beelden voorgesteld met ideale verhoudingen.

## Het beeld

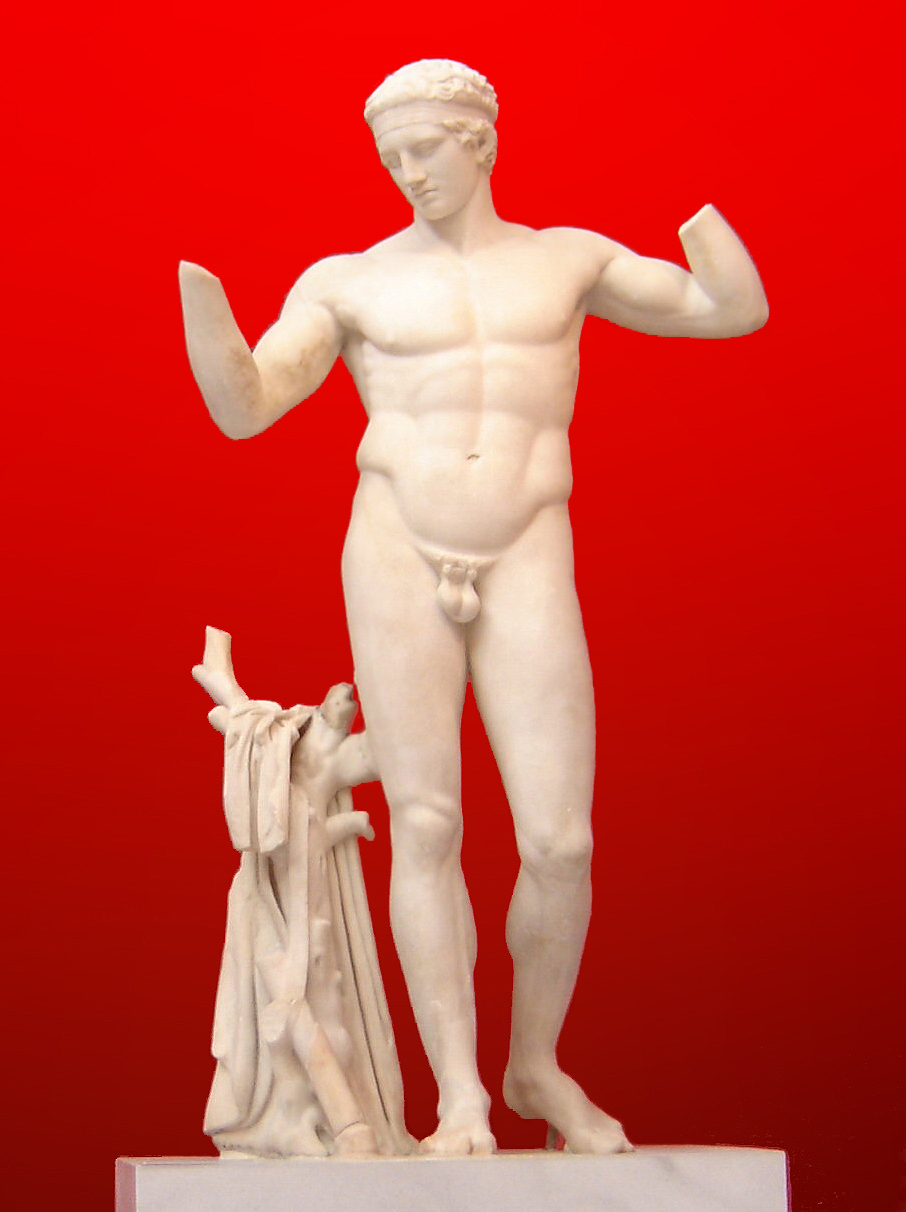
Romeinse kopie in het Nationaal Archeologisch Museum van Athene

De diadeemdrager vertoont dezelfde stijl en kenmerken als de andere beelden van Polykleitos en van beelden uit dezelfde periode, zoals de discuswerper van Myron van Eleutherae. Deze beelden vertonen al een groot verschil met beelden uit de 'strenge stijl', zoals de Wagenmenner van Delphi en de Poseidon van Artemision.
Het beeld stelt waarschijnlijk een Griekse atleet voor na een overwinning op de spelen. De naakte atleet heft zijn armen omhoog om de overwinningsdiadeem rond zijn hoofd te binden. Het beeld steunt op één been, het rechterbeen. Het linkerbeen is licht gebogen en de linkervoet is gedraaid, waardoor het linkerbeen ontspannen en vrij is. De scheve houding die ontstaat in de heupen (de rechterheup bevindt zich iets hoger dan de linkerheup) wordt door de schouders en armen weer in evenwicht gebracht. Het hoofd is ook lichtjes gebogen naar rechts en laat een ingetogen indruk na. Door het contrapost is het beeld zowel in rust als in beweging.
Bij de Romeinse kopieën bevindt zich naast het beeld een marmeren steunblok om het gewicht van het marmer te kunnen dragen. Dit steunblok was niet aanwezig bij het originele bronzen beeld van Polykleitos.
Het originele standbeeld werd vermoedelijk gegoten volgens de Griekse techniek van het bronsgieten. Om het beeld te vervaardigen werd een driedimensionale afdruk gemaakt van de verschillende delen van het beeld in een gietmal. De delen werden door middel van mechanische technieken als klinken en lassen aan elkaar verbonden.

## Romeinse reproducties
Er bestaan verschillende Romeinse marmeren reproducties van het originele bronzen beeld. Deze kopieën zijn voornamelijk in de hellenistische periode vervaardigd. Romeinse kopieën van het beeld werden door Plinius de Oudere beschreven in zijn Naturalis Historia. Plinius beschreef ook dat het originele beeld op een veiling verkocht werd voor een hoge prijs van 100 talenten. Afgaand op de vandaag nog overgebleven fragmenten en volledige werken, moet er een grote hoeveelheid aan Romeinse kopieën geweest zijn. 
De meest volledige exemplaren zijn te zien in het Nationaal Archeologisch Museum van Athene, in het Metropolitan Museum of Art, in het Poesjkinmuseum en in het British Museum. Van de meeste replica's is alleen het lichaam en/of het hoofd bewaard. Zo is er een torso en een hoofd te bezichtigen in het Louvre. In het British Museum is voorts een kleinere kopie van het originele beeld te bezichtigen: de Farnese Diadeemdrager. Het hoofd van de diadeemdrager staat ook gegraveerd op verschillende Romeinse juwelen.

### Diadeemdrager van Vaison-la-Romaine
Het marmeren beeld werd ontdekt in de 19e eeuw in de Franse stad Vaison-la-Romaine tijdens opgravingen in een oud Romeins theater. Het werd in de 1e eeuw n.Chr. vervaardigd en is te bezichtigen in het British Museum te Londen.

### Hoofd en torso van een diadeemdrager in het Louvre
Het marmeren hoofd werd in het midden van de 2e eeuw v.Chr. vervaardigd. Het hoofd, 24 cm hoog, werd gevonden in de abdij van Vauluisant in het Franse kanton Villeneuve-l'Archevêque. Over de datum van de ontdekking is men niet helemaal zeker, er wordt zowel 1863 als 1865 opgegeven. Het marmeren torso werd in het begin van de 2e eeuw v.Chr. vervaardigd en is 85 cm hoog.

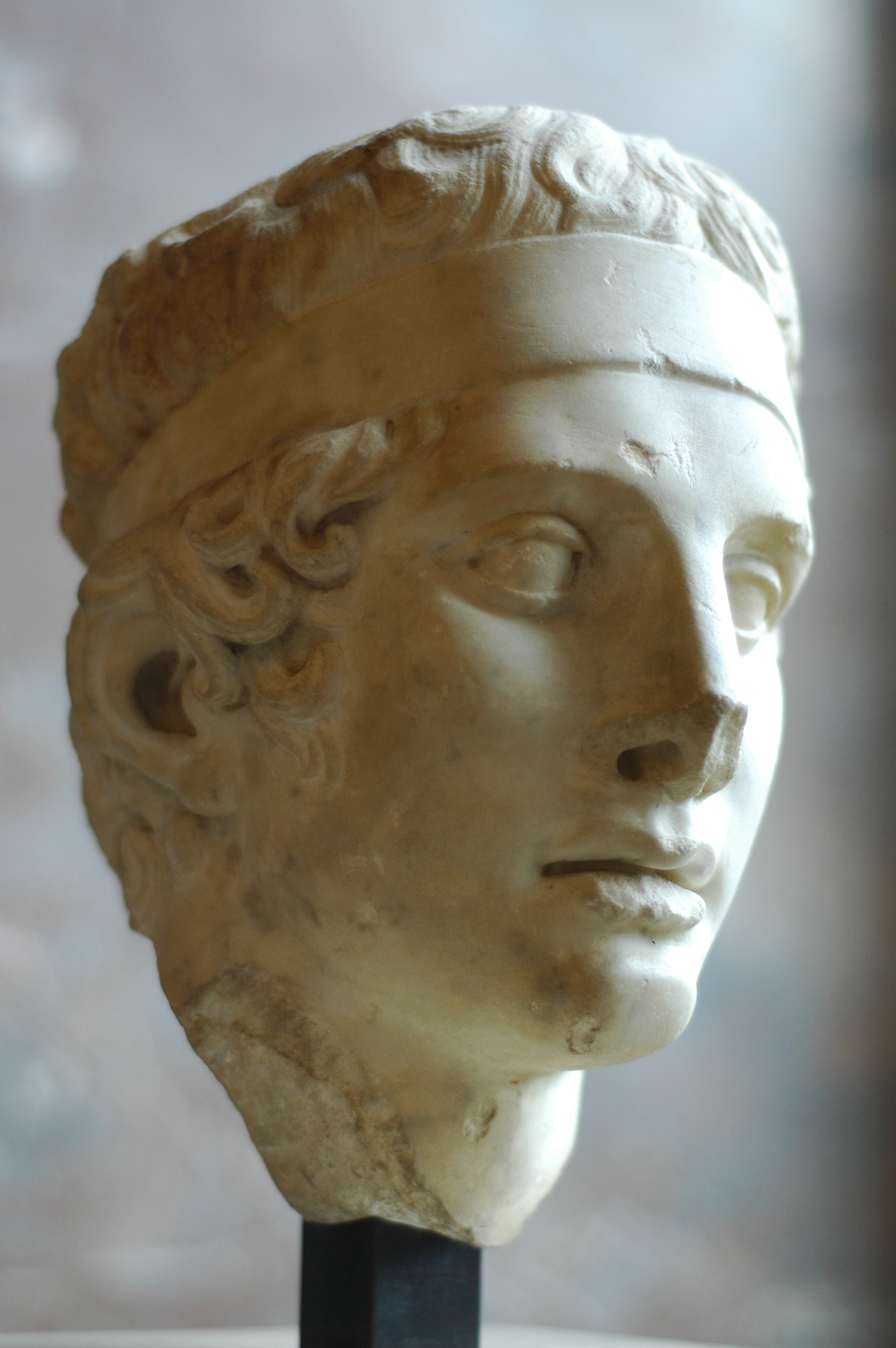
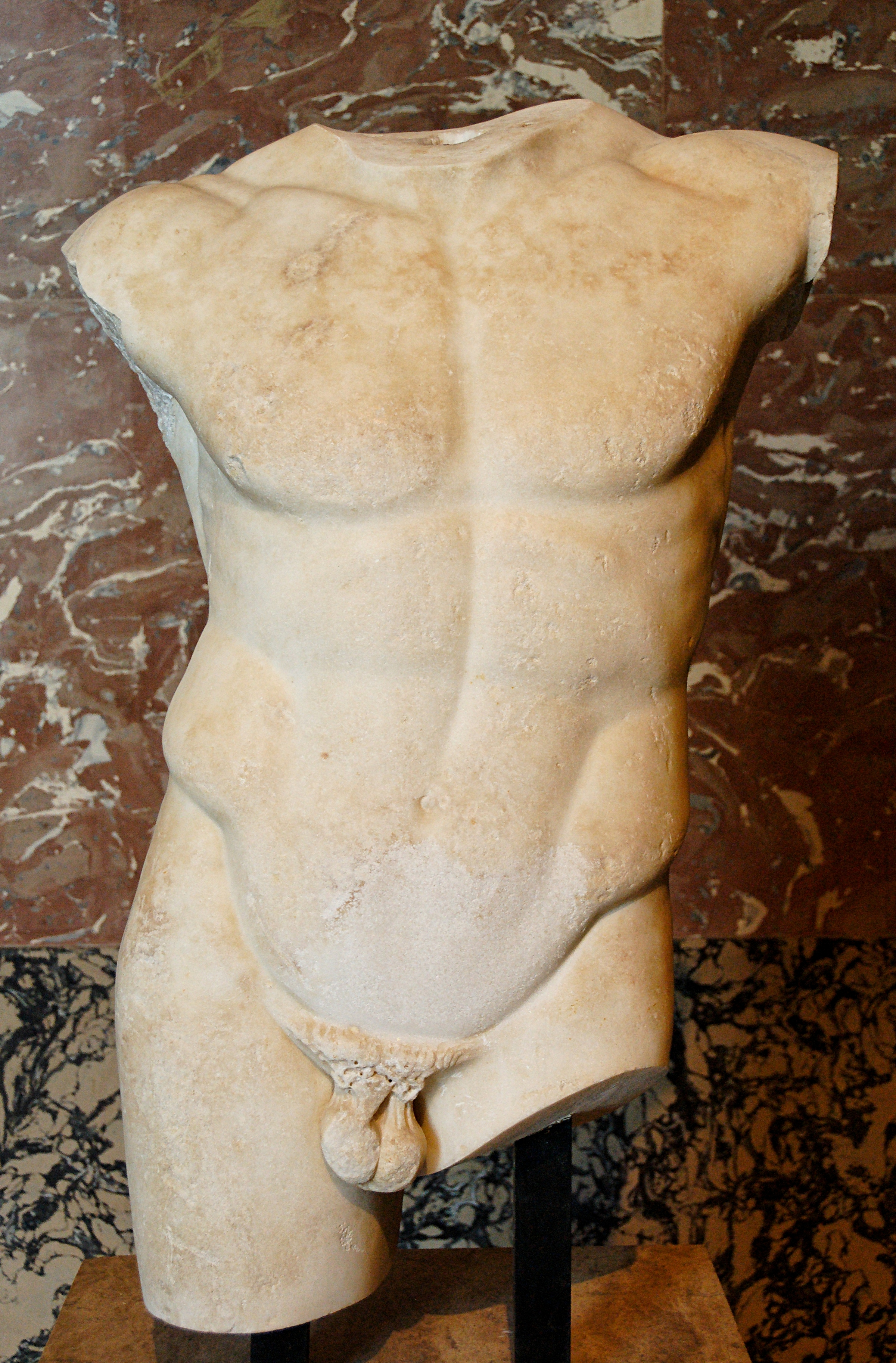